# پاتریک مارتینز ویرا
پاتریک مارتینز ویرا (به پرتغالی: Patrick Martins Vieira) هافبک اهل برزیل است که در شهر ریودو ژانیرو و در تاریخ ۱۱ ژانویهٔ ۱۹۹۲ به دنیا آمده‌است.
پاتریک مارتینز ویرا در تیم‌های فوتبال پالمیراس سابقهٔ حضور دارد.